# Norma Jean (cantante)
Norma Jean Beasler (Wellston (Oklahoma) 30 de enero de 1938), más conocida como Norma Jean, es una cantante estadounidense de música country y miembro del The Porter Wagoner Show entre 1961 y 1967. Tuvo un buen número de singles country en los Top 10 y Top 20 entre 1963 y 1967, como "Go Cat Go" y "The Game of Triangles" y abrió las puertas a otras cantantes femeninas de country. Fue miembro del Grand Ole Opry.

## Discografía
- Discografía (Wikipedia en inglés)